# 中华人民共和国退役军人事务部
中华人民共和国退役军人事务部，规范化简称退役军人事务部，又简称退役军人部，是中华人民共和国国务院主管退役军人服务管理事务的组成部门。
退役军人事务部主要负责拟订退役军人思想政治、管理保障等工作政策法规并组织实施，褒扬彰显退役军人为党、国家和人民牺牲奉献的精神风范和价值导向，负责军队转业干部、复员干部、退休干部、退役士兵的移交安置工作和自主择业退役军人服务管理、待遇保障工作，组织开展退役军人教育培训、优待抚恤等，指导全国拥军优属工作，负责烈士及退役军人荣誉奖励、军人公墓维护以及纪念活动等工作。中央退役军人事务工作领导小组办公室设在退役军人事务部。

## 沿革
2017年10月18日，中共中央总书记习近平在中共十九大上提出，“组建退役军人管理保障机构，维护军人军属合法权益，让军人成为全社会尊崇的职业。”
2018年3月17日，第十三届全国人民代表大会第一次会议通过《第十三届全国人民代表大会第一次会议关于国务院机构改革方案的决定》，批准《国务院机构改革方案》。方案规定：“组建退役军人事务部。将民政部的退役军人优抚安置职责，人力资源和社会保障部的军官转业安置职责，以及中央军委政治工作部、后勤保障部有关职责整合，组建退役军人事务部，作为国务院组成部门。”
2018年4月16日，退役军人事务部正式在北京市北五环外的办公楼挂牌成立。成立初期，退役军人事务部设置政务组、政策研究组、优抚褒扬组、军转安置组、人事（党务）组、军休退伍组等。
2018年7月31日，中华人民共和国退役军人事务部门户网站于7月31日上线运行。
2018年9月，退役军人事务部各司局相继成立。2018年10月31日，中共中央决定，成立中央退役军人事务工作领导小组。下设办公室，设在退役军人事务部。
2019年8月14日，应急管理部、中共中央组织部等十三部委联合印发《关于做好国家综合性消防救援队伍人员有关优待工作的通知》（应急〔2019〕84号），规定消防救援人员退出安置工作由退役军人事务部门牵头负责，“退出国家综合性消防救援队伍的消防救援人员，凭国家综合性消防救援队伍人员退出证明，可享受对现有的退役军人就业培训扶持、自主创业税费优惠等优待政策。”
2023年10月12日，《中共中央办公厅、国务院办公厅关于调整应急管理部职责机构编制的通知》称，将应急管理部消防救援局和森林消防局职责、教育训练司承担的国家综合性消防救援队伍教育训练相关职责划转给国家消防救援局；应急管理部管理国家消防救援局，增加拟订消防员退出安置计划并组织实施、指导地方建立健全应急联合指挥平台职责。

## 职责
根据《退役军人事务部职能配置、内设机构和人员编制规定》，退役军人事务部承担下列职责：
1. 拟订退役军人思想政治、管理保障和安置优抚等工作政策法规并组织实施，褒扬彰显退役军人为党、国家和人民牺牲奉献的精神风范和价值导向。
2. 负责军队转业干部、复员干部、离休退休干部、退役士兵和无军籍退休退职职工的移交安置工作和自主择业、就业退役军人服务管理工作。
3. 组织指导退役军人教育培训工作，协调扶持退役军人和随军随调家属就业创业。
4. 会同有关部门制定退役军人特殊保障政策并组织落实。
5. 组织协调落实移交地方的离休退休军人、符合条件的其他退役军人和无军籍退休退职职工的住房保障工作，以及退役军人医疗保障、社会保险等待遇保障工作。
6. 组织指导伤病残退役军人服务管理和抚恤工作，制定有关退役军人医疗、疗养、养老等机构的规划政策并指导实施。承担不适宜继续服役的伤病残军人相关工作。组织指导军供服务保障工作。
7. 组织指导全国拥军优属工作。负责现役军人、退役军人、军队文职人员和军属优待、抚恤等工作。
8. 负责烈士及退役军人荣誉奖励、军人公墓管理维护、纪念活动等工作，依法承担英雄烈士保护相关工作，审核拟列入全国重点保护单位的烈士纪念建筑物名录，承办境外我国烈士和外国在华烈士纪念设施保护事宜，总结表彰和宣扬退役军人、退役军人工作单位和个人先进典型事迹。
9. 指导并监督检查退役军人相关法律法规和政策措施的落实，组织开展退役军人权益维护和有关人员的帮扶援助工作。
10. 完成党中央、国务院和中央军委交办的其他任务。

## 机构设置
根据有关规定，退役军人部设置下列机构：

### 内设机构
- 办公厅
- 政策法规司
- 思想政治与权益维护司
- 规划财务司
- 移交安置司
- 就业创业司
- 军休服务管理司
- 拥军优抚司
- 褒扬纪念司（国际合作司）
- 机关党委（人事司）

中央退役军人事务工作领导小组办公室设在退役军人事务部，接受中央退役军人事务工作领导小组直接领导。

### 直属事业单位
- 退役军人培训中心
- 国家退役军人服务中心
- 烈士纪念设施保护中心（烈士遗骸搜寻鉴定中心）
- 退役军人信息中心
- 宣传中心

## 历任领导
| 部长 1. 孙绍骋（2018年3月19日－2022年6月24日） 2. 裴金佳（2022年6月24日－） 副部长 1. 方永祥 少将（2018年4月－2022年1月，中央军委政治工作部主任助理兼） 2. 钱锋（2018年4月4日－2024年5月30日） 3. 朱天舒（2019年10月10日－2021年6月18日） 4. 常正国（2020年7月10日－2024年11月6日） 5. 马飞雄（2021年8月9日－） 6. 杨友斌 少将（2022年3月－2025年8月，中央军委政治工作部主任助理兼） 7. 曹俊（2024年5月30日－） 8. 徐耀（2024年12月19日－） | 党组书记 1. 孙绍骋（2018年3月19日－2022年4月28日） 2. 裴金佳（2022年4月28日－） 党组成员 - 林国耀（2018年3月－2024年10月，中央纪委国家监委驻部纪检监察组组长兼） - 方永祥（2018年4月－2022年1月） - 钱锋（2018年4月4日－2024年5月） - 朱天舒（2019年10月10日－2021年6月18日） - 常正国（2020年7月10日－2024年11月6日） - 马飞雄（2021年8月9日－） - 杨友斌（2022年3月－2025年8月） - 曹俊（2024年5月－） - 杨逸铮（2024年10月－，中央纪委国家监委驻部纪检监察组组长兼） |

## 驻部纪检监察组
中央纪律检查委员会国家监察委员会驻退役军人事务部纪检监察组，简称中央纪委国家监委驻退役军人部纪检监察组，是中国共产党中央纪律检查委员会、中华人民共和国国家监察委员会设在退役军人事务部的派驻机构。

### 沿革
2018年深化党和国家机构改革及《中华人民共和国监察法》施行后，组建中央纪律检查委员会国家监察委员会驻退役军人事务部纪检监察组，单独派驻退役军人事务部1家单位。

### 历任领导
组长
- 林国耀 二级副总监察官（2018年3月－2024年10月）
- 杨逸铮 二级副总监察官（2024年10月－）